# Макарий (Филофеу)
Митрополи́т Мака́рий (греч. Μητροπολίτης Μακάριος, в миру Соти́риос Филофе́у греч. Σωτήριος Φιλοθέου; род. 1952 Никосия, Республика Кипр) — епископ Элладской православной церкви (формально также Константинопольской православной церкви), митрополит Сидирокастронский (с 2001).

## Биография
Родился в 1952 году в Никосии, на Кипре.
В 1972 году получил высшее образование на Кипре и поступил в богословский институт Афинского университета, который окончил в 1976 году. Далее продолжил обучение на философском факультете того же университета и получил степень в 1980 году. Позднее учился в Даремском университете, который окончил в 1983 году. Также получил послевузовское профессиональное образование в Португалии.
В 1977 году был рукоположен в сан диакона, а в 1981 году — в сан пресвитера. Был возведён в достоинство архимандрита митрополитом Александрупольским Анфимом (Руссасом) и служил в течение четырёх лет проповедником в Александрупольской митрополии.
В 1991 году был откомандирован для несения общецерковных послушаний в Афины, где был секретарём Христианской молодёжной комиссии и церковного музея. Занимал должность директора церковной радиостанции и директора службы социального служения Элладской православной церкви «Αποστολικής Διακονίας». В течение года служил на приходе Агион Анаргирон в Аттике и в течение девяти лет был священником храма Святого Павла на улице Псарон.
14 декабря 2001 года Священным синодом Элладской православной церкви был избран для рукоположения в сан митрополита Сидирокастронского и 16 декабря 2001 года был рукоположен в архиерейский сан. 26 января 2002 года состоялся чин его интронизации.